# Walters Peak
Der Walters Peak ist ein 2430 m hoher und spitzer Berg im westantarktischen Marie-Byrd-Land. In den Horlick Mountains ragt er aus einem Gebirgskamm am Nordhang der Wisconsin Range zwischen dem Faure Peak und dem Lentz Buttress auf.
Der United States Geological Survey kartierte den Berg anhand eigener Vermessungen und mittels Luftaufnahmen der United States Navy aus den Jahren von 1960 bis 1964. Das Advisory Committee on Antarctic Names benannte ihn 1967 nach Lieutenant Commander Robert E. Walters, der 1960 zur Winterbesetzung auf der McMurdo-Station gehört hatte.